# برنامج تعزيز الشراكة مع القطاع الخاص
برنامج تعزيز الشراكة مع القطاع الخاص (شريك) هو أحد برامج رؤية السعودية 2030 دشنه ولي العهد الأمير محمد بن سلمان في 30 مارس 2021، بهدف تعزيز الشراكة بين القطاعين الخاص والحكومي، مما يسهم في دعم النمو المستدام للاقتصاد الوطني، وتعزيز مرونة وقدرات الشركات الكبرى إقليميا وعالميا، وتمكين الشركات الوطنية الكبرى من تحقيق أهداف وفرص استثمارية.

## نبذة
يشكّل البرنامج، المسمى اختصاراً «شريك»، إطار عمل حكومي تعاوني يقوده الأمير محمد بن سلمان، ويهدف إلى إطلاق ما يصل إلى 5 تريليونات ريال من استثمارات القطاع الخاص حتى عام 2030. وجرى تصميم البرنامج لتقديم الدعم عبر عدد من الركائز تشمل التعاون المالي والنقدي والتشغيلي والتنظيمي واستثمار الأصول.

## الأهداف
يهدف برنامج استثمارات الشركات الكبرى «شريك» الذي يقع مقره الرئيسي في الرياض تحت إدارة الأمانة العامة للبرنامج، إلى تعزيز تنمية ومرونة الاقتصاد السعودي عبر زيادة الناتج المحلي الإجمالي، وتوفير فرص العمل وتنويع الاقتصاد، بالإضافة إلى إطلاق استثمارات القطاع الخاص والاستثمارات المتراكمة عبر كل محاور الاقتصاد الوطني، لتبلغ 5 تريليونات ريال بحلول عام 2030، وإضافة ما يصل إلى 2 تريليون ريال للناتج المحلي الإجمالي بحلول عام 2025 وتوفير مئات الآلاف من فرص العمل الجديدة، كما سيساعد البرنامج «شريك»، بصفته أداة تمكين إستراتيجية، في تسريع الخطط الاستثمارية للشركات الكبرى.